# John Suckling

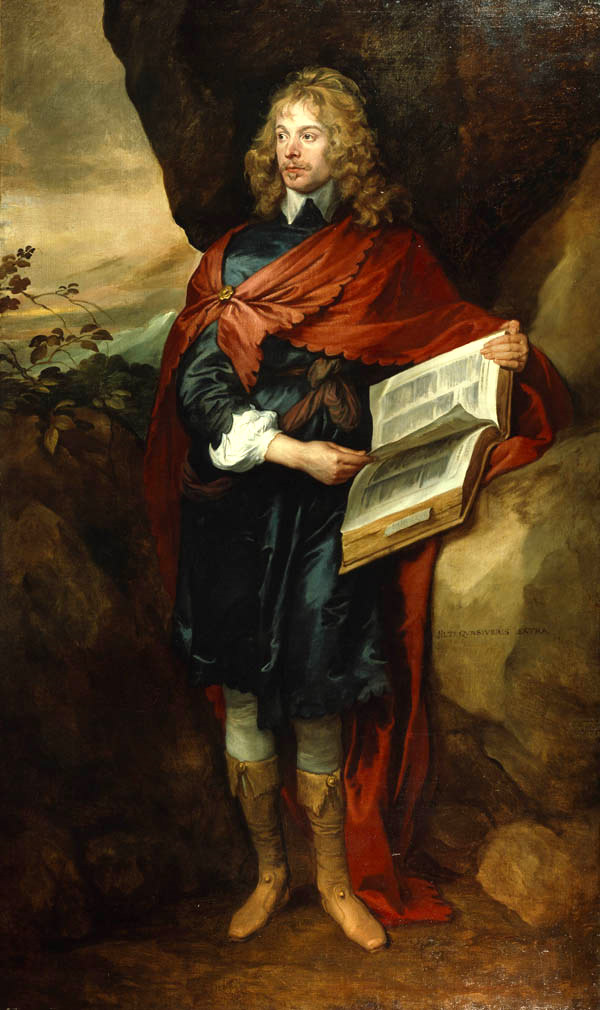
Sir John Suckling op een schilderij van Antoon van Dyck

John Suckling (gedoopt 10 februari 1609 – 1 juni 1642) was een  Engels dichter, die wordt gerekend tot de Cavalier poets. Hij was bevriend met onder meer  Thomas Carew, Richard Lovelace, Thomas Nabbes, John Hales en  William Davenant.
Suckling was een zoon van de hoveling Sir William Suckling en Elizabeth Cranfield, een zuster van Sir Lionel Cranfield, graaf van Middlesex.  Hij studeerde in Cambridge, maar haalde er geen graad. Vervolgens schreef hij zich in bij Gray's Inn in Londen voor een juridische studie, waar hij een jaar doorbracht. Zijn vader overleed toen hij 18 was en daarna had hij de vrijheid om een avontuurlijk leven te leiden. In 1627 nam hij deel aan een expeditie naar het Ile de Re en in 1629-1630 was hij in de Nederlanden. In 1630 was hij terug in Londen waar hij werd geridderd en voortaan als sir mocht benoemd worden. Vervolgens diende hij onder Gustaaf II Adolf van Zweden tijdens de Dertigjarige Oorlog.
John Suckling was een overtuigd royalist en nam in 1639 en 1640 de wapens op om de koning te steunen in zijn strijd tegen de Schotten. Hij nam deel aan een actie om de graaf van Stafford te bevrijden uit de Tower of London. Het parlement beschouwde deze actie als een complot en Suckling voelde zich genoodzaakt te vluchten naar Parijs, waar hij het jaar daarop op slechts 33-jarige leeftijd overleed, volgens John Aubrey als gevolg van zelfdoding, mogelijk door middel van vergiftiging. 
John Suckling schreef drie toneelstukken: Aglaura, The Goblins en Brennoralt. Hieruit is het korte gedicht Why so pale and wan, fond lover bekend gebleven. Deze korte stukken, gelegenheidsverzen en liederen, worden tot zijn beste werk gerekend, waaronder A Ballad upon a Wedding.

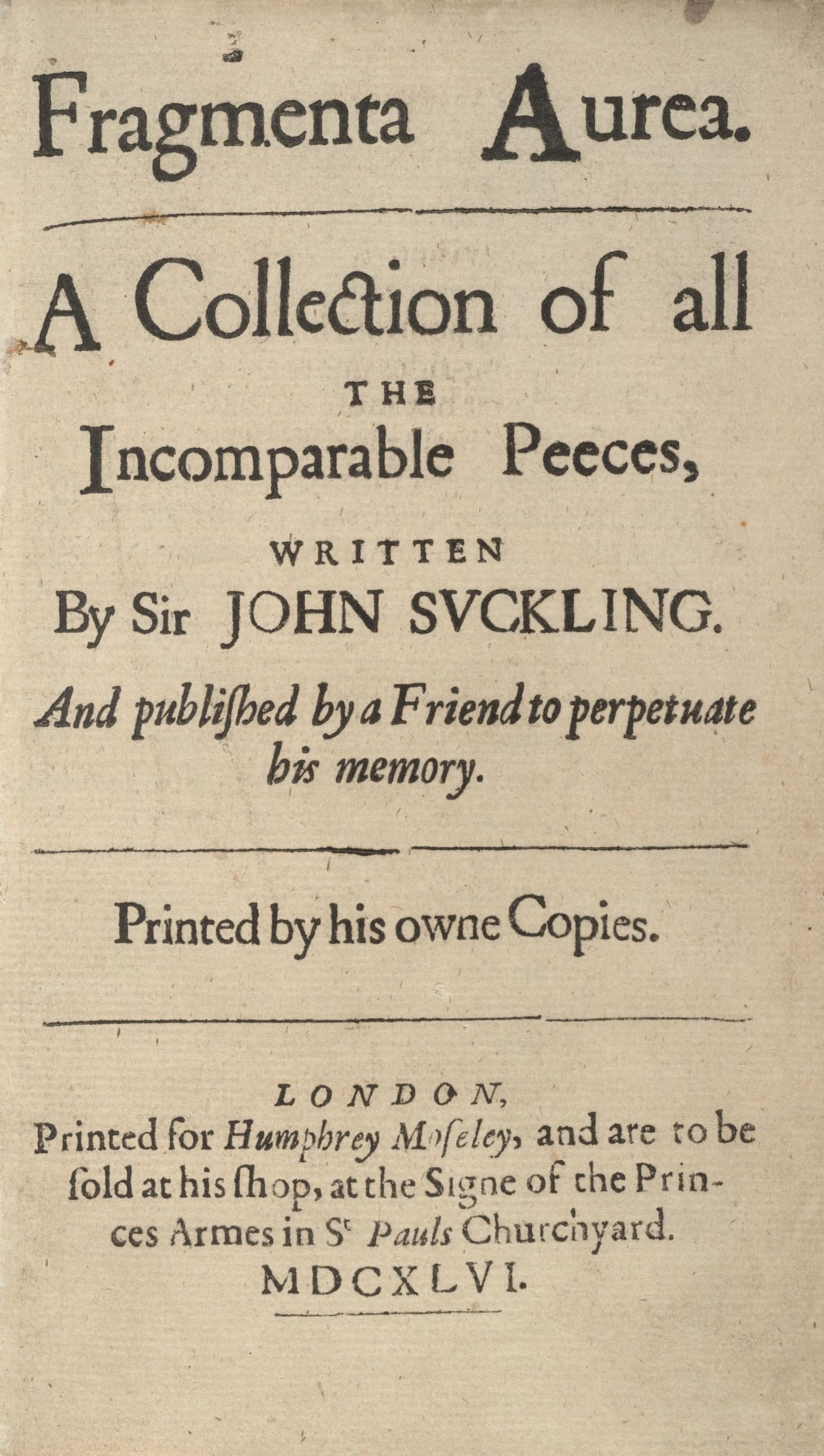
Fragmenta Aurea, 1646

In 1637 verscheen zijn eerste bundel, A Session of the Poets. In 1646 verscheen postuum Fragmenta Aurea, A Collection of all the Incomparable Pieces, written by Sir John Suckling. And Published by a Friend to perpetuate his  memory.
John Suckling was een verwoed speler en zou de bedenker zijn geweest van het kaartspel cribbage.